# Lithomoia obscura
Lithomoia obscura là một loài bướm đêm trong họ Noctuidae.